# پینا (فیلم)
پینا (انگلیسی: Pina) یک فیلم مستند موزیکالِ سه‌بعدی به کارگردانی ویم وندرس محصول سال ۲۰۱۱ است که به زندگی پینا باوش، رقص‌پرداز معاصر آلمانی می‌پردازد.